# Четвинд, Уильям, 4-й виконт Четвинд
Уильям Четвинд, 4-й виконт Четвинд (англ. William Chetwynd, 4th Viscount Chetwynd of Bearhaven; 25 ноября 1721 — 12 ноября 1791) — британский пэр и политик.

## Происхождение и образование
Родился 25 ноября 1721 года и был крещен 21 декабря 1721 года в церкви Сент-Мартин-ин-зе-Филдс, Ковент-Гарден в Лондоне. Старший сын Уильяма Четвинда, 3-го виконта Четвинда (1684—1770), и Оноры Бейкер (? — 1726). Его отец был депутатом парламента и дипломатом, который служил британским министром-резидентом в Генуе, а позднее — мастером Монетного двора . Его мать была дочерью Уильяма Бейкера, консула в Алжире в 1715 году.
В декабре 1737 года он поступил в колледж Хартфорд Оксфордского университета.

## Карьера
Уильям Четвинд заседал в Палате общин Великобритании от Стокбриджа (1747—1754), он занимал должность конюшего короля с 1758 по 1760 год.
После смерти отца 3 апреля 1770 года он стал 4-м виконтом Четвиндом из Бирхейвена в графстве Керри (Пэрство Ирландии), а также 4-м бароном Ратдауном из графства Дублин (Пэрство Ирландии) , хотя отец лишил его наследства. Его сестра Мэри Четвинд вышла замуж за преподобного Ричарда Генри Ропера (сына 8-го барона Тейнхэма).

## Личная жизнь
28 октября 1751 года он женился на Сюзанне Коуп (? — 3 марта 1790), дочери сэра Джонатана Коупа, 1-го баронета, и Мэри Дженкинсон (третьей дочери сэра Роберта Дженкинсона). У супругов было семеро детей:
- Достопочтенная Сюзанна Четвинд (? — 1818), в 1782 году она вышла замуж за богатого плантатора Манби Гоулберна на Ямайке[3]
- Достопочтенный Уильям Четвинд (26 января 1753—1779), капитан 46-го пехотного полка, умерший неженатым[3].
- Джонатан Четвинд (род. ок. 1756), умерший в младенчестве[3].
- Достопочтенный Джон Уитмор Четвинд (10 февраля 1754 — ноябрь 1788), капитан Королевского флота, служивший на корабле HMS Expedition, умерший неженатым на Ямайке[3].
- Ричард Четвинд, 5-й виконт Четвинд (29 сентября 1757 — 27 февраля 1821), в 1791 году он женился на Шарлотте Картрайт, дочери Томаса Картрайта и Мэри Кэтрин Дезагюлье (старшей дочери генерала Томаса Дезагюлье)[3].
- Генерал-майор Гренвиль Энсон Четвинд-Стэпилтон (25 сентября 1758 — 2 декабря 1834), казначей и генеральный инспектор морской пехоты, в 1783 году она женился на Марте Стэпилтон, дочери Генри Стэпилтона и Харриот Уортон[2].
- Достопочтенная Андерлехтия Кларисса Четвинд (1765 — 3 июня 1855), в 1806 году она вышла замуж во второй раз за лорда Роберта Сеймура, сына Фрэнсиса Сеймура-Конвея, 1-го маркиза Хартфорда, и леди Изабеллы Фицрой (дочери Чарльза Фицроя, 2-го герцога Графтона, и, таким образом, происходила по незаконной линии от короля Карла II)[2].

Лорд Четвинд скончался в Доннибрук-Грин 12 ноября 1791 года. Он был похоронен в церкви Крайст-Черч в Дублине.